# Episodi di Scream (prima stagione)
La prima stagione della serie televisiva Scream è composta da 10 episodi ed è andata in onda dal 30 giugno al 1º settembre 2015 su MTV negli Stati Uniti d'America ogni martedì in seconda serata.
Il finale di stagione è dedicato a Wes Craven, uno dei produttori esecutivi della serie e già regista della saga cinematografica, deceduto il 30 agosto 2015.
In Italia è stata pubblicata sulla piattaforma on demand Netflix il 22 ottobre 2015.
Al termine della stagione escono dal cast principale Connor Weil e Jason Wiles.
| nº | Titolo originale   | Titolo italiano | Prima TV USA      | Prima TV Italia |
| -- | ------------------ | --------------- | ----------------- | --------------- |
| 1  | Pilot              | Pilot           | 30 giugno 2015    | 22 ottobre 2015 |
| 2  | Hello, Emma        | Ciao Emma       | 7 luglio 2015     | 22 ottobre 2015 |
| 3  | Wanna Play a Game? | Vuoi giocare?   | 14 luglio 2015    | 22 ottobre 2015 |
| 4  | Aftermath          | Conseguenze     | 21 luglio 2015    | 22 ottobre 2015 |
| 5  | Exposed            | Vulnerabile     | 28 luglio 2015    | 22 ottobre 2015 |
| 6  | Betrayed           | Tradimento      | 4 agosto 2015     | 22 ottobre 2015 |
| 7  | In the Trenches    | In trincea      | 11 agosto 2015    | 22 ottobre 2015 |
| 8  | Ghosts             | Fantasmi        | 18 agosto 2015    | 22 ottobre 2015 |
| 9  | The Dance          | Il ballo        | 25 agosto 2015    | 22 ottobre 2015 |
| 10 | Revelations        | Rivelazioni     | 1º settembre 2015 | 22 ottobre 2015 |

## Pilot
- Titolo originale: Pilot
- Secondo titolo: Red Roses
- Diretto da: Jamie Travis
- Scritto da: Kevin Williamson (soggetto); Jill Blotevogel, Dan Dworkin e Jay Beattie (sceneggiatura)

### Trama
Nina Patterson e Tyler O'Neill, due studenti della scuola superiore di Lakewood, pubblicano su Youtube un filmato che mostra la giovane Audrey Jensen baciarsi con un'altra ragazza, gettandola così nella totale umiliazione. Al ritorno a casa, Nina comincia a ricevere sul cellulare dei video che ritraggono lei pochi istanti prima e degli strani messaggi. Il mittente risulta Tyler, così lei comincia a chiamarlo infuriata pensando sia nascosto in casa. Successivamente, decidendo di stare al suo gioco, entra in piscina, ma presto viene gettata nell'acqua la testa mozzata di Tyler. Nina, terrorizzata, cerca di rientrare in casa, ma rimane bloccata nel giardino, dove viene raggiunta e uccisa da un misterioso personaggio con indosso una strana maschera. Questo evento aprirà una finestra sul passato della cittadina di Lakewood, che già vent'anni prima era stata sconvolta da vari omicidi ad opera di Brandon James, il quale si era vendicato per tutte le offese che riceveva per le sue deformazioni e per i suoi problemi sociali. L'assassino si era anche innamorato di una ragazza, Daisy, usata in seguito dalla polizia come esca per ucciderlo. Daisy era il soprannome con cui veniva chiamata dai genitori, Margaret (Maggie), madre di Emma, una delle studentesse della scuola, nonché protagonista. Il giorno dopo l'omicidio di Nina e Tyler, Audrey diventa lo zimbello della scuola per il video virale ma supererà la situazione anche grazie all'aiuto di un suo amico Noah Foster, come lei appassionato di cinema e serial killer. La notizia dell'omicidio di Nina sconvolge l'intera scuola e una ragazza di nome Brooke Maddox, figlia del sindaco di Lakewood Quinn Maddox, decide quella sera stessa di dare una festa in memoria della giovane vittima sul lago Wren (il luogo dove era stato ucciso Brandon James). Quella sera stessa, Emma, prima di andare alla festa, trova un pacco sulla soglia di casa destinato a Daisy, al cui interno la madre trova un cuore non umano e un biglietto con la scritta: "Emma è uguale a te quando avevi la sua età!". Margaret contatta quindi lo sceriffo Clark Hudson. Nel frattempo, alla festa, Brooke si ritrova per alcuni momenti da sola nel suo garage al buio e sente dei rumori provenire dalla stessa stanza, venendo poi raggiunta da Will.
Emma scopre grazie a Brooke che Will è stato a letto con Nina e in preda alla rabbia e delusione si ritrova per caso nella serra con Kieran Wilkox (figlio dello sceriffo)e dopo aver scambiato qualche parola lo bacia.
Noah, ritrovatosi per uno scherzo in mutande in una zattera sopra il lago, si getta nell'acqua per tornare a riva ma si sente diverse volte trascinato verso il fondo, venendo poi salvato da Kieran. Dopo la festa, Audrey e la sua amica Rachel Murray cominciano a baciarsi inconsapevoli del fatto che l'assassino le guarda da lontano. Il giorno dopo Emma rivela ad Audrey che è stata Nina a fare il video pubblicato su YouTube e che lei era con la ragazza. Nel finale, Emma riceve una telefonata da un numero sconosciuto. L'interlocutore è l'assassino che la manda nel panico dicendole che la sta tenendo d'occhio e ne osserva i movimenti.
- Special guest star: Bella Thorne (Nina Patterson).
- Guest star: Bobby Campo (Seth Branson), Tom Maden (Jake Fitzgerald), Brianne Tju (Riley Marra), Sosie Bacon (Rachel Murray), Max Lloyd-Jones (Tyler O'Neill).
- Musiche: Oliver North Boy Choir - You & Me Against the World; Lowell – Cloud 69; LIZ – When I Rule The World; REMMI – Star Spangled; CAPPA ft. Almighty Chief – Killin' it; Mansionair – Hold Me Down; Bertie Blackman – Beams; Mulholland – Before It All Falls Apart; Incan Abraham – Concorde; Nightbox – Burning; Incan Abraham – All You Want; Refs – Pain Goes Away; Verdigrls – Feeling Nervous[1].
- Ascolti USA: telespettatori 1 026 000 – rating 18-49 0,45%[2]

## Ciao Emma
- Titolo originale: Hello, Emma
- Diretto da: Tim Hunter
- Scritto da: Jill Blotevogel

### Trama
Rachel, non reggendo i commenti del video in cui lei e Audrey si baciano, si autolesiona con delle lamette. La ragazza riceve una telefonata da quella che sembra essere Audrey e chiacchierando capisce che l'interlocutore si trova a casa sua; la ragazza credendolo uno scherzo della sua fidanzata si fa convincere ad uscire di casa ma qui viene subito assalita dall'assassino che la uccide gettandola giù dal balcone dopo averle messo un cappio al collo, facendo sembrare tutto un suicidio. Nel frattempo, in città arriva Piper Shaw, una nota podcaster che tenta di far luce sui sinistri avvenimenti di Lakewood. La donna scopre che Emma è la figlia di uno dei superstiti del massacro compiuto da Brandon James vent'anni prima e tenta di scoprire qualcosa di più sulla ragazza. Emma nel frattempo tenta di riappacificarsi con Audrey, ma il ritrovamento  del cadavere di Rachel non fa che peggiorare la situazione fra le due ed Emma si sente responsabile della morte di Rachel.
Kieran litiga con Emma, che nel frattempo si riappacifica momentaneamente con il suo ex-fidanzato Will, che supporta durante un'importante partita di basket. Dopo molti flirt, Noah e Riley hanno un appuntamento sul prato della scuola. 
La stessa notte qualcuno cerca di entrare a casa di Emma, mentre la ragazza è sola, ma scatta l'allarme. La ragazza viene contattata telefonicamente da quello che sembra un tecnico della sicurezza, ma dopo poco la telefonata diventa inquietante ed Emma capisce di avere a che fare con il misterioso omicida, che dimostra di conoscere lei, la sua famiglia e i suoi amici molto bene.
- Guest star: Sosie Bacon (Rachel Murray), Bryan Batt (Quinn Maddox), Amelia Rose Blaire (Piper Shaw), Bobby Campo (Seth Branson), Tom Maden (Jake Fitzgerald), Brianne Tju (Riley Marra).
- Musiche: Ruelle - Monsters; KOVAS – Ready; BF/GF – Lose Control; Oh Wonder – Shark; Bertie Blackman – Kingdom Of Alone; Fleurie – There's a Ghost; The DNC ft. Yoni - Superfly; The DNC – Step On It; Juliette Commagère – How I Look For You[3].
- Ascolti USA: telespettatori 811 000 – rating 18-49 0,39%[4]

## Vuoi giocare?
- Titolo originale: Wanna Play a Game?
- Diretto da: Tim Hunter
- Scritto da: Jordan Rosenberg e Meredith Glynn

### Trama
L'episodio si apre con un flashback di vent'anni prima in cui due adolescenti vengono uccisi da Brandon James. Subito dopo si vedono Noah e Piper Shaw mentre parlano e il primo si chiede chi possa essere la prossima vittima. Nel frattempo Emma entrata all'obitorio sente la madre comunicare allo sceriffo Hadson che Rachel, stando ai risultati dell'autopsia non si è suicidata ma è stata uccisa. In seguito scopre insieme a Kieran, che Brandon James era innamorato di sua madre e che la chiamava Daisy. Questo porterà ad un contrasto tra madre e figlia a causa delle menzogne tra le due. Poco dopo Emma riceve un'altra chiamata dell'assassino, ma la ragazza gli ordina di lasciarla in pace, allora questi le dice che troverà qualcun altro con cui giocare. Qualche minuto dopo Riley comincia a ricevere dei messaggi di Tyler, sparito da giorni e che la polizia (ignara del fatto che sia stato ucciso) considera il principale sospettato degli omicidi. Anche Brooke riceve dei messaggi e insieme ad Emma e Riley si reca alla polizia. Lì seppur a malincuore Riley decide di collaborare con la polizia nel tendere una trappola a Tyler, così la ragazza gli manda un messaggio dicendogli di incontrarlo in un parco isolato. Nel frattempo Brooke riceve un messaggio da un anonimo che le fa credere di essere Seth, (il professore con cui ha una relazione) nel messaggio le viene detto di andare in una camera d'hotel, che la ragazza raggiunge ma trova vuota. Nella stanza ci sono solo un abito sexy, una benda e delle manette che la ragazza indossa per poi aspettare il suo amante ammanettata al letto. Intanto al finto appuntamento si presenta un ragazzo che confessa di essere stato pagato a uno sconosciuto per presentarsi in quel luogo. Nello stesso momento Emma riceve un messaggio dall'assassino che la mette di fronte ad una scelta: quale delle sue amiche dovrà morire. Emma colta dal panico chiama Riley e si assicura che sia al sicuro, quando però prova a contattare Brooke, invano, la crede in pericolo e manda un messaggio al killer in cui le chiede di non fare del male a Brooke. Riley nel frattempo rimane da sola alla stazione e lì riceve un altro messaggio di Tyler che le chiede perché abbia collaborato con la polizia per catturarlo, il ragazzo allora le offre una seconda possibilità per parlare da soli e le dice di essere sul retro. Riley, fiduciosa di avere la conferma che Tyler non c'entra niente con la morte di Nina va sul retro. lì viene aggredita dall'assassino mascherato, Riley cerca di scappare e si infila in un vicolo chiedendo aiuto, quando si accorge di essere in un vicolo cieco comincia a salire una scala che porta al tetto di un edificio, ma viene raggiunta e pugnalata brutalmente dall'omicida. Nonostante le gravi ferite Riley continua a salire la scaletta e arrivata sul tetto riceve una videochiamata da Noah che disperato le urla di dirgli dove si trova, purtroppo la ragazza muore subito dopo; il suo corpo viene trovato da Emma, che capisce di essere stata lei a decidere di far morire la ragazza.
- Guest star: Amelia Rose Blaire (Piper Shaw), Bobby Campo (Seth Branson), Tom Maden (Jake Fitzgerald), Brianne Tju (Riley Marra).
- Musiche: KLOE – Feel; Oh Wonder – All We Do; Def Conz – Wiggle It; filous ft. James Hersey – How Hard I Try; BONFIRES – Die Young; MYZICA – Ready or Not; Wet - You're the Best; Natalie Taylor – No One Knows; Labyrinth Ear – Snow White; Gold Plated – Dance All Night; Japanese Wallpaper ft. Airling – Forces[5].
- Ascolti USA: telespettatori 872 000 – rating 18-49 0,37%[6]

## Conseguenze
- Titolo originale: Aftermath
- Diretto da: Brian Dannelly
- Scritto da: Erin Maher & Kay Reindl

### Trama
L'episodio si apre dalla conclusione del precedente. La polizia ha trovato una macchina simile a quella di Tyler ribaltata in un fossato ma mentre si avvicina, l'auto salta in aria. Inoltre all'interno viene ritrovata la maschera dell'assassino lasciando stranite Emma e sua madre. Nel frattempo il corpo di Riley viene portato via e sopraggiungono Noah e Audrey. Il giorno dopo Emma va da Brooke e la consola per la morte di Riley. All'obitorio, Maggie rimette insieme i pezzi del corpo bruciato di Tyler ma comunica allo sceriffo Hudson che non si trova la testa. Emma riceve via posta un annuario del 1994 dove mancano alcune foto e dove vede la foto del padre totalmente scarabocchiata. Inoltre legge un messaggio: "La verità sta dove è stata fatta la maschera". La ragazza raggiunge Audrey e Noah (disperato per la morte di Riley) con quel libro che secondo Noah è un grande vantaggio ma Emma pensa si tratti di una trappola. Dopodiché, lei e Audrey si dirigono al vecchio ospedale abbandonato e trovano molte radiografie di Brandon James e una scia di sangue che conduce ad una stanza dove si trova il corpo di un maiale (privo del cuore) insanguinato. Emma capisce che il cuore che ha ricevuto la madre tramite un pacco è quello del maiale. Inoltre davanti alla porta è raffigurata la maschera di Brandon James. Le due ragazze sentono poi dei rumori e si nascondono. Vedono un tizio incappucciato con una torcia che si avvicina verso la stanza e tentano di fermarlo ma poi si rivelerà essere Noah. I tre continuano ad esplorare l'edificio finché trovano una stanza dove sono presenti alcuni oggetti di Rachel e di Nina, il portatile di Nina e appese al soffitto le foto mancanti dall'annuario del 1994 tra cui una di Emma. Dal portatile di Nina, Emma copia una cartella in una memory card di Audrey ma nel frattempo cominciano a sentire dei rumori. Terminata la copia, i tre si allontanano e notano su uno scaffale la maschera dell'assassino. Emma la prende ma appena la tira giù cade la testa mozzata di Tyler in decomposizione. I tre terrorizzati fuggono ma si ritrovano davanti allo sceriffo Hudson che li porta alla centrale dove è presente anche Maggie. Tornati a casa, Noah e Audrey mettono nel computer la memory card di quest'ultima e aprono un file video che riprende la prima volta di Emma con Will ma tentando di chiuderlo, i due per sbaglio lo pubblicano online. Emma nel frattempo si trova con Piper Shaw nel bar dove lavora e rimane terribilmente imbarazzata quando nota che la notifica del suo video è arrivata a tutti i cellulari e tutti la guardano.
- Guest star: Bryan Batt (Quinn Maddox), Amelia Rose Blaire (Piper Shaw), Tom Maden (Jake Fitzgerald).
- Musiche: MS MR – All The Things Lost; French For Rabbits – Gone Gone Gone; Avec Sans – When You Go; The Pass – The Future; Phoebe Ryan – Mine; Liz Longley – Rescue My Heart; MYZICA – Wait Just a Minute[7].
- Ascolti USA: telespettatori 802 000 rating 18-49 0,33%[8]

## Vulnerabile
- Titolo originale: Exposed
- Diretto da: Brian Dannelly
- Scritto da: David Coggeshall

### Trama
Emma è terribilmente imbarazzata per la diffusione del video e a scuola tutti ridono di lei e la prendono in giro. Inoltre la ragazza è infuriata con Will perché ha ripreso la scena ma supererà la situazione grazie all'aiuto e al conforto di Kieran e di Audrey. Inoltre accetta le scuse di Noah per la diffusione del video dicendogli che sa che non lo ha fatto apposta. Mentre si trova davanti al suo armadietto, la ragazza riceve una telefonata dall'assassino che le chiede come ci si sente ad essere protagonista dello spettacolo e, sollevando gli occhi da terra, vede una foto tratta dal video con una scritta: "Proprio come tua madre!". La sera viene organizzata una veglia in onore di Nina, Tyler, Riley e Rachel a cui partecipa tutta Lakewood e proprio lì, nella folla Emma intravede l'assassino mascherato. Nel frattempo Jake convince Will (nonostante quest'ultimo non sia molto d'accordo) a farsi dare dei soldi dal sindaco Maddox e gli danno appuntamento in un vecchio edificio abbandonato. Arrivato, il sindaco riceve l'ordine di salire su una macchina e, una volta fatto, viene aggredito da Jake che indossa una maschera da scheletro: gli rompe il setto nasale e gli punta un coltello alla gola lasciandolo poi andare con l'accordo che il giorno dopo gli porterà i soldi mancanti. Will, pentito di tutto questo, litiga con Jake e se ne va. Il giorno dopo al bar dove lavora Emma, quest'ultima sente Brooke e Jake parlare di un segreto che riguarda proprio lei e Brooke le rivela che ha fatto una scommessa con Will sul fatto che non se la sarebbe portata a letto. Emma rimane molto delusa da questo (pensa anche che tutto quello che le ha rivelato l'assassino, compreso che i suoi amici le nascondono delle cose, sia vero), scioglie l'amicizia con Brooke e in seguito tornando a casa, dopo aver parlato con Piper Shaw, rompe definitivamente con Will a cui dice di non essere più né fidanzata né amica. La sera stessa Brooke, dopo aver litigato con il padre, mangia con Jake il quale le mostra dei filmati risalenti al giorno successivo alla scomparsa della madre in cui il padre trascina via dal cofano della macchina un corpo e Brooke capisce che non l'ha più vista perché suo padre l'ha uccisa. Emma nel frattempo va in un campo con Kieran e tra i due si sviluppa un'intesa romantica tanto che finiscono col fare sesso.
- Guest star: Bryan Batt (Quinn Maddox), Amelia Rose Blaire (Piper Shaw), Sophina Brown (detective Lorraine Brock), Bobby Campo (Seth Branson), Tom Maden (Jake Fitzgerald).
- Musiche: Tin Sparrow – True; Fleurie – Hurts Like Hell; Kowalski – Get Back; Golan – Promises; Cold War Kids – Hold My Home; Rameses B ft. Veela – Timeless; Ruelle – Where Do We Go From Here; Tula – River; Oh Wonder – Technicolour Beat; AURORA – Under Stars[9].
- Ascolti USA: telespettatori 751 000 rating 18-49 0,3%[10]

## Tradimento
- Titolo originale: Betrayed
- Diretto da: Julius Ramsay
- Scritto da: Jaime Paglia

### Trama
Emma e Kieran sono ancora nel campo dove hanno fatto sesso e la ragazza chiede a Kieran di portarla nella casa di Brandon James per affrontare le sue paure. Una volta dentro la casa, Kieran sparisce ed Emma riceve una telefonata dall'assassino venendo in seguito pugnalata da quest'ultimo. Emma riesce a togliergli la maschera e si scopre che è proprio lei l'assassino. All'improvviso la ragazza si sveglia in quanto era solo un sogno. Durante la lezione, Audrey viene prelevata dalla polizia che la porta dalla detective Brock in quanto è ritenuta la principale sospettata per la morte di Rachel. Approfittando di un momento di solitudine, la ragazza telefona ad Emma e le chiede di andare a casa sua e distruggere un video risalente alla notte dell'omicidio di Nina in cui Audrey si arrabbia per tutte le cose cattive che Nina le ha fatto, incluso mettere in giro il video in cui si vedono lei e Rachel. Emma accompagnata da Noah esegue il compito ma nel frattempo in casa di Audrey arriva la detective Brock. Will, intanto, dà appuntamento al sindaco Maddox in un edificio abbandonato e buio dove gli consegna dei soldi. Con lui è presente anche Piper Shaw. Dopo che il sindaco se n'è andato, i due sentono un rumore e capiscono che c'è qualcun altro lì con loro. All'improvviso alle loro spalle compare l'assassino mascherato. Will spinge via Piper per evitare di farla finire sotto le mani dell'assassino ma riceve una coltellata. L'episodio si conclude con Piper a terra stordita e con Will sanguinante che viene trascinato via dall'assassino.
- Guest star: Bryan Batt (Quinn Maddox), Amelia Rose Blaire (Piper Shaw), Sophina Brown (detective Lorraine Brock), Bobby Campo (Seth Branson), Tom Maden (Jake Fitzgerald).
- Musiche: Astronomyy – U Make Me Feel Good; Astronomyy – Things I'd Do For You; APES – Pull The Trigger; Bunnies On Ponies – Bored out of My Brains; Fleurie – I Never Wanted[11].
- Ascolti USA: telespettatori 684 000 rating 18-49 0,3%[12]

## In trincea
- Titolo originale: In the Trenches
- Diretto da: Leigh Janiak
- Scritto da: Jordan Rosenberg e Meredith Glynn

### Trama
Piper Shaw si risveglia ancora un po' stordita e capisce che Will le ha salvato la vita ma è stato catturato dall'assassino. Will si risveglia infatti legato e imbavagliato in una stanza dove viene raggiunto dall'assassino che gli ordina di fare silenzio. Maggie, nota che Emma passa molto tempo con Kieran e comincia a pensare al fatto che tra i due vi sia qualcosa anche se la figlia dice che sono solo amici. A scuola, Emma, Noah, Brooke e Jake vengono raggiunti da Piper Shaw che li porta nel luogo dell'aggressione dove intanto l'assassino ha scritto un messaggio ad Emma in cui gli ordina di non chiamare la polizia. Inoltre la ragazza riceve una chiamata in cui sente la voce di Will e subito dopo comincia a parlare l'assassino che vuole fare un nuovo gioco: "Nascondino". In seguito i quattro tornano li dividendosi a due. Dopo diverse ricerche, Emma e Noah trovano Will e lo liberano mentre Brooke rimasta per un momento da sola si ritrova davanti l'assassino ma riesce a sfuggirgli e a raggiungere la stanza dove si trovano Emma, Noah e Will. Emma ha paura che Will sia morto in quanto non si risveglia e scoppia in lacrime ma alla fine riescono a farlo riprendere. Nel frattempo Noah riceve una chiamata da Audrey ma il segnale debole e la voce agitata di Noah la fanno preoccupare tanto che avverte la madre di Emma e lo sceriffo Hudson. Dopo aver curato Will, Noah, che nel frattempo ha creato un'arma di difesa apre la porta ma si ritrovano davanti l'assassino mascherato che tenta di bloccarli. Will urla a Brooke e Noah di allontanarsi da li. Brooke trova in seguito anche Jake che poco prima aveva sentito urlare e infatti lo vede con un coltello conficcato nel petto ma ancora vivo. Nel togliergli il coltello, Brooke provoca dolore a Jake che urla nuovamente ed Emma credendo che sia in pericolo gli urla preoccupata per capire dove si trovi ma viene fermata dall'assassino che sbuca da dietro un tavolo e la insegue. La ragazza viene però salvata da Will che spinge a terra l'assassino e nello stesso momento arriva la polizia. L'assassino quindi scappa. Qualche istante dopo sopraggiunge Noah che ha trovato un'uscita. Emma viene raggiunta da Kieran e dalla madre, Noah da Audrey e a Will vengono medicate le ferite mentre Jake viene portato in ospedale con Brooke vicino. Sembra che Emma si fidi di nuovo di Will tanto che riceve una sua chiamata in cui il ragazzo le chiede di incontrarlo e lei accetta. Arrivata sul posto però, Emma, non vedendo nessuno, riceve un'altra chiamata da Will che si scoprirà essere l'assassino che ha nuovamente catturato Will e posto in una trappola. Emma corre verso il ragazzo ma facendolo tira un filo sospeso per terra e legato ad una leva facendo azionare il macchinario dietro Will e uccidendolo. L'episodio si conclude con Emma che guarda davanti a sé scioccata e ricoperta di sangue.
- Guest star: Bryan Batt (Quinn Maddox), Amelia Rose Blaire (Piper Shaw), Tom Maden (Jake Fitzgerald).
- Musiche: MAALA – Touch; ON AN ON – Drifting; machineheart – Set This Heart on Fire; Level & Tyson – Calling Me Up; Lola Marsh – Sirens; George Ezra – Spectacular Rival[13].
- Ascolti USA: telespettatori 639 000 rating 18-49 0,30%[14]

## Fantasmi
- Titolo originale: Ghosts
- Diretto da: Rodman Flender
- Scritto da: Erin Maher & Kay Reind

### Trama
Emma si sente terribilmente in colpa per aver provocato la morte di Will nonostante il conforto della madre Maggie, di Noah e di Audrey. La ragazza inoltre ha delle visioni che mostrano Will con la testa tagliata a metà e a causa di tutto questo viene ricoverata in ospedale. Proprio lí riceve l'inaspettata visita di suo padre Kevin Duval che lei però manda via e in seguito svanirá come un fantasma. Noah e Audrey continuano le loro ricerche su Seth Branson e scoprono un suo secondo nome: "Seth Palmer" e anche un coltello. Piper Shaw porta allo sceriffo la registrazione del sindaco Maddox che trascina un sacco con un corpo e dopo essere stato interrogato, il sindaco finisce in prigione e viene abbandonato pure da sua figlia Brooke che poco prima ha parlato con la madre scoprendo che è ancora viva. Emma chiede inoltre ad Audrey di inviarle tramite Skype il video fatto all'ospedale abbandonato ed Emma nota tra le radiografie un ventre con dentro un feto. Noah ed Audrey insospettiti da quei ritrovamenti su Seth chiamano lo sceriffo che apre un mandato di cattura per Branson. Brooke, dopo aver abbandonato il padre in prigione corre nel teatro della scuola dove trova Seth ed i due cominciano ad avere un rapporto sessuale ma all'improvviso sentono dei rumori e Seth va a controllare. Brooke rimasta mezzanuda da sola viene però raggiunta dall'assassino che la aggredisce e le fa un taglio nel braccio. Brooke scappa e viene raggiunta da Seth ma subito dopo arrivano lo sceriffo Hudson e i suoi agenti che arrestano Seth e portano via Brooke.
- Guest star: Bryan Batt (Quinn Maddox), Amelia Rose Blaire (Piper Shaw), Tom Everett Scott (Kevin Duval), Bobby Campo (Seth Branson), Tom Maden (Jake Fitzgerald).
- Musiche: Hoodlem – Through; Atella – The Monster; REMMI – Capable; Huntar – Love I Know; In Waves – Your Favorite Storm; Rose Quartz – Leaving Now; Jill Andrews – No One[15].
- Ascolti USA: telespettatori 645 000 rating 18-49 0,30%[16]

## Il ballo
- Titolo originale: The Dance
- Diretto da: Ti West
- Scritto da: Jill Blotevogel

### Trama
Il signor Branson viene arrestato per gli omicidi. Audrey e Noah esaminano i file video di Rachel per trovare eventuali collegamenti con la sua morte. Lo sceriffo Hudson viene attaccato dall'assassino. Emma scopre che Piper ha rintracciato la signora James, la madre di Brandon, e la visitano nella speranza di risposte; La signora James fornisce l'identità del figlio di Brandon. Audrey e Noah trovano un video nei file di Rachel che potrebbe collegare Kieran agli omicidi di lei e Nina. Brooke e Jake litigano quando Jake insulta la sua famiglia, quindi invece di andare al ballo, lei organizza la sua festa. All'annuale ballo di Halloween di Lakewood, Audrey avverte Emma delle sue scoperte, ma Emma ne dubita, sconvolgendo Audrey. Emma inizia a interrogarsi e si confronta con Kieran. L'assassino fa la sua mossa quando avverte tutti i cittadini presenti al ballo, inclusi Noah, Piper, Emma e sua madre, che tiene in ostaggio uno sceriffo Hudson ferito in un luogo sconosciuto. 
- Special guest star: Bella Thorne (Nina Patterson)
- Guest star: Amelia Rose Blaire (Piper Shaw), Bobby Campo (Seth Branson), Tom Maden (Jake Fitzgerald)
- Musiche: Hoodlem – Old Friend; LANKS – Hold Me Closer; Aquilo – Better Off Without You; Hayley Taylor – Slow Motion; Bunnies On Ponies – Castle Van Halen; Tep No – Promises; Millions – Agony & Ecstasy; Dave Aude ft. David Garcia – Dancin' Circles (ClubDUB); KANEHOLLER – Ain't Seen Nothing Yet; Chuck Berry – You Never Can Tell; Wild Belle – Coyotes; Brain Tan – Any Closer; Emilie Nicolas – Charge; Wild Belle – Giving Up On You[17].
- Ascolti USA: telespettatori 550 000 rating 18-49 0,28%[18]

## Rivelazioni
- Titolo originale: Revelations
- Diretto da: Jamie Travis
- Scritto da: Jaime Paglia

### Trama
Emma si trova ancora alla festa dove riceve una telefonata dall'assassino che in seguito si mostra nella ripresa dello sceriffo sanguinante e legato a un albero. Nel frattempo Seth è evaso dal carcere e la polizia porta via il corpo dell'agente ucciso davanti alla prigione. Emma e Maggie raggiungono lo sceriffo e Maggie nel tentativo di liberarlo lo uccide in quanto tagliando la corda che lo teneva legato fa uscire le interiora. Brooke inoltre organizza una festa a casa sua dove sono presenti molti giovani tra cui Audrey e Jake. L'assassino però riesce a infiltrarsi e ad uccidere un ragazzo. Audrey viene aggredita mentre Brooke si ritrova faccia a faccia con Seth che però lascia fuori casa chiudendo tutte le porte. All'improvviso compare l'assassino che riesce ad entrare in casa e raggiunge Brooke che si era nascosta nel congelatore del garage. L'assassino la chiude lì e tenta di pugnalarla infilzando il coltello a caso e in seguito accende l'apparecchio e se ne va lasciando Brooke chiusa col rischio di morire congelata. Emma e Noah si recano alla festa dove tutti si son dati alla fuga e trovano il furgone di Piper sporco di sangue e a terra gli occhiali della giornalista. Inoltre vengono raggiunti da Kieran armato con una pistola ed Emma gli riferisce della morte del padre. I tre in seguito si dividono. Noah trova Audrey mentre Emma e Kieran trovano Jake. I cinque infine sentono le urla di Brooke e la liberano. In seguito Emma riceve un'ultima telefonata dall'assassino che le riferisce di aver aggredito sua madre Maggie e di averla legata in una sedia sul ponte del lago. Emma la raggiunge e la libera ma nel frattempo arriva l'assassino. Emma gli riferisce di non volere più maschere e segreti e l'assassino rivela la sua identità: Piper Shaw. Piper è la figlia che Daisy ha avuto da Brandon James e che poi ha dato in adozione e quindi è la sorellastra di Emma. La donna cerca di uccidere sia Emma sia Maggie e riesce a ferire entrambe ma non ad ucciderle. Infatti mentre sta per pugnalare Emma, sopraggiunge Audrey sparando con la pistola che Kieran aveva dato a Noah e la giornalista cade nel lago. Però mentre Audrey soccorre Emma e Maggie, Piper riemerge dal lago intenzionata a completare la sua opera ma questa volta è Emma a spararle facendola cadere nuovamente nel lago. L'episodio si conclude con Maggie che viene portata in ospedale, Emma viene confortata da Kieran, Seth viene scarcerato, Jake si avvicina a Brooke e Audrey dopo essere stata confortata da Noah brucia alcuni fogli e alcune lettere indirizzatole da Piper, facendo intendere che Audrey possa aver impersonato il secondo assassino.
- Guest star: Amelia Rose Blaire (Piper Shaw), Bobby Campo (Seth Branson), Tom Maden (Jake Fitzgerald)
- Musiche: Jake Miller – Shake It; Skully Boyz – Lifetime; Darion Ja'Von – Nights Like This; Chris Arena ft. I O N A – Memory; THRILLERS – Can't Get Enough; Pawws – Time To Say Goodbye; Fort Lean – Quiet Day[19].
- Ascolti USA: telespettatori 754 000 rating 18-49 0,34%[20]
- Citazioni e riferimenti: L'episodio è dedicato a Wes Craven, uno dei produttori esecutivi della serie e già regista della saga cinematografica, deceduto il 30 agosto 2015.